# Stelletta gigantea
Stelletta gigantea är en svampdjursart som beskrevs av Tanita 1965. Stelletta gigantea ingår i släktet Stelletta och familjen Ancorinidae. Inga underarter finns listade i Catalogue of Life.